# Кривая производственных возможностей
Крива́я произво́дственных возмо́жностей (англ. production possibilities curve) — это кривая, показывающая различные комбинации максимальных объёмов производства нескольких благ (товаров или услуг), которые могут быть созданы в условиях полной занятости при использовании всех имеющихся в экономике ресурсов
Кривая производственных возможностей является частью задачи оптимального распределения ресурсов.

## Определение
Согласно К. Р. Макконнеллу и С. Л. Брю кривая производственных возможностей — кривая, демонстрирующая различные комбинации двух товаров или услуг, которые могут быть произведены в условиях полной занятости и полного объёма производства в экономике с постоянными запасами ресурсов и неизменной технологией.

### Формальное определение
Формальное определение отражает математическую взаимосвязь между различными комбинациями товаров и услуг. Эта зависимость может быть задана уравнением на плоскости:
{\displaystyle F(Y_{1},Y_{2})=0}

## Вывод

### Предположения
Построение кривой производственных возможностей опирается на ряд предположений:
1. Экономика эффективна, то есть в экономике достигается полная занятость и полный объём производства.
2. Количество и качество ресурсов в экономике постоянно в течение некоторого периода времени.
3. Уровень технологий является постоянным.
4. Экономика является двухсекторной.

### Графический вывод
На графике кривая производственных возможностей обычно представляется выпуклой вверх гладкой линией, полностью лежащей в первой четверти координатной плоскости. На осях отложены количества выпускаемых благ. Точки пересечения с осями соответствуют ситуациям, когда все ресурсы сосредоточены в производстве одного из благ. Выпуклость вверх означает, что ради увеличения производства одного блага на единицу нужно жертвовать все большим количеством второго блага. Тем самым кривая отражает закон убывающей предельной отдачи.
Точки А, Б, В, Г, Д лежат на кривой и отражают различные комбинации выпуска при полном использовании ресурсов. Точка E внутри графика с соответствует неполному (нерациональному) использованию имеющихся ресурсов. Точка Ж над графиком недостижима при заданном количестве ресурсов и имеющемся уровне технологий. Попасть в эту точку можно, если увеличить количество используемых ресурсов или усовершенствовать технологии производства, повысив производительность труда. Например, можно заменить ручной труд на машинный.

### Формальный вывод
Кривую производственных возможностей для двухсекторной экономики можно получить формально из следующих предположений.
1. Производство каждого товара описывается неоклассической производственной функцией: {\displaystyle Y_{i}=A_{i}F(K_{i},L_{i}),i\in \{1,2\}}.
2. Количество капитала в каждом секторе задано :{\displaystyle K_{i}={\bar {K_{i}}},i\in \{1,2\}}.
3. Уровень технологий не меняется: {\displaystyle A_{i}={\bar {A_{i}}},i\in \{1,2\}}.
4. Количество труда в целом в экономике задано: {\displaystyle {\bar {L}}=L_{1}+L_{2}}

Тогда построение кривой сводится к поиску значений выпуска при различных вариантах использования трудовых ресурсов в экономике. Переток рабочей силы из одного сектора экономики в другой приводит к росту выпуска в первом секторе и падению во втором. Так как предельная отдача труда является убывающей функцией, то изменение выпуска в разных секторах не являются одинаковыми. В первом секторе предельная отдача падает, а во втором растет. Это приводит к тому, что кривая имеет выпуклую (вверх) форму.

### Пример формального вывода
Предположим, что количество капитала и уровень технологий в обоих секторах одинаков. Выпуск описывается производственной функций Кобба-Дугласа с одинаковыми параметрами {\displaystyle Y_{i}=AK^{\alpha }L_{i}^{1-\alpha },i\in \{1,2\}}. Количество труда задано {\displaystyle {\bar {L}}=L_{1}+L_{2}}. Тогда кривая производственных возможностей описывается уравнением:
{\displaystyle {\Bigg (}{\frac {Y_{1}}{AK^{\alpha }}}{\Bigg )}^{\dfrac {1}{1-\alpha }}+{\Bigg (}{\frac {Y_{2}}{AK^{\alpha }}}{\Bigg )}^{\dfrac {1}{1-\alpha }}={\bar {L}}}
Аналогичным образом можно получить границу производственных возможностей для произвольных значений параметров (общей факторной производительности, капитала, параметра производственной функции и т. д.), а также для произвольного количества благ. Для произвольного количества благ граница производственных возможностей будет являться поверхностью (гиперповерхностью) в n-мерном пространстве.

## Свойства
Кривая производственных возможностей, или граница производственных возможностей (англ. production possibility frontier (PPF)), или кривая трансформации продукции, представляет собой график сравнения темпов производства двух товаров, на которые используется некоторое ограниченное значение факторов производства. Кривая PPF показывает возможный перечисленный уровень производства одного товара, в результате дающий уровень производства другого. Таким образом можно определить эффективность производства так, чтобы производство одного товара давало максимальный уровень производства другого товара. Период времени обусловлен также и технологиями производства. Товар может быть сопоставлен с благом или услугой.
Кривая производственных возможностей показывает все достижимые комбинации производства продукции, а лежащие вне кривой производственных возможностей, недостижимы из-за редкости ресурсов.
При движении по кривой возможен только один, лучший вариант движения, который дает максимальный результат при минимальных затратах. Кривая производственных возможностей показывает совокупность всех точек или решений, в пределах которых следует выбирать оптимальный вариант. Все остальные точки представляют собой упущенные возможности или альтернативные затраты.
Количество других товаров, от которых необходимо отказаться, чтобы получить некоторое количество данного товара, называется альтернативными издержками. Кривая — убывающая, что подразумевает существование альтернативных издержек. Форма кривой производственных возможностей показывает цену одного товара, выраженную в альтернативном количестве другого. Цена КПВ в рыночной экономике — это отражение альтернативной стоимости альтернативных издержек или издержек упущенных возможностей. Она может выражаться в товарах, в деньгах или во времени.
Кривая, как правило, изображается как выпуклая вверх («выгнутая») от начала координат, но также может быть представлена как выпуклая вниз или линейная (прямая), в зависимости от ряда факторов. Вогнутость показывает увеличение альтернативных издержек.

## Практическое применение
Кривая производственных возможностей показывает:
1. Тенденции роста альтернативных издержек производства в условиях увеличения производства одного из товаров.
2. Уровень эффективности производства.

КПВ может отражать различия в производственных возможностях разных стран.
Кривая может быть использована для представления ряда экономических понятий, таких как нехватка ресурсов, альтернативные издержки, эффективность производства, эффективность распределения ресурсов, а также экономии за счёт масштабов. Кроме того, внешнее смещение кривой — результат роста доступности ресурсов, таких как физический капитал, рабочая сила и технический прогресс наших знаний. С другой стороны, кривая будет смещаться внутрь, если сокращается рабочая сила, запасы исходного сырья исчерпываются или стихийное бедствие уменьшит запас физического капитала. Комбинация представляет собой точку на кривой, где экономика работ показывает приоритеты или выбор экономики, как выбор между производством большего числа товаров производственного назначения и меньшего товаров народного потребления, или наоборот.
Согласно К. Р. Макконнеллу и С. Л. Брю возможными областями практического применения кривой производственных возможностей являются:
- использование в качестве микроэкономического инструмента в части бюджетного ограничения, набора альтернативных возможностей;
- в части анализа производственных возможностей в критические периоды, например перед вступлением в войну и во время войны, когда необходимо увеличить производство при уже достигнутой полной занятости;
- при анализе различных дискриминаций, когда их устранение придаёт существенный прирост экономики;
- в части инструмента при выборе взаимоисключающих альтернатив, например сохранения окружающей среды и увеличения вредного производства;
- в части инструментария при анализе увеличения производительности труда, когда необходимо выбрать текущий уровень инвестиций за счет снижения текущего уровня потребления;
- использование во внешнеторговом анализе, когда страна за счёт внешней торговли имеет возможность достичь уровень выше своей границы производственной возможности и создания торгового дефицита;
- использование в качестве инструментария в экологической экономике, анализ последствий смещения кривой производственных возможностей влево;
- при анализе наложения торгового эмбарго на страну, и анализ последствий смещения кривой производственных возможностей влево.

## Эффективность
Кривая показывает все возможные комбинации нескольких товаров, которые могут быть произведены одновременно в течение определённого периода времени, при прочих равных условиях. Как правило, она принимает форму кривой, показанной на рисунке справа. Для экономики, при увеличении количества одного произведённого товара, производство другого товара должно быть уменьшено. Так, производство сливочного масла должно быть сокращено для того, чтобы производить больше оружия. Кривые показывают, какова зависимость между уменьшением объёмов последнего производства и увеличением первого, и наоборот.